# Plectorhinchus plagiodesmus
 Plectorhinchus plagiodesmus és una espècie de peix de la família dels hemúlids i de l'ordre dels perciformes.

## Morfologia
Els mascles poden assolir els 90 cm de longitud total.

## Distribució geogràfica
Es troba des de Somàlia fins a KwaZulu-Natal (Sud-àfrica) i Madagascar.